# Самдан, Зоя Баировна
Зоя Баировна Самдан (род. 22 апреля 1951) — кандидат филологических наук, член Союза писателей России, заслуженный деятель науки РТ, современный тувинский тюрколог, литературовед.

## Биография
Родилась 22 апреля 1951 года в селе Самагалтай Тес-Хемского района Тувинской автономной области. В 1974 году, окончив Иркутский государственный университет, устроилась работать в сектор литературы и фольклора ТНИИЯЛИ (ныне ТИГПИ) младшим научным сотрудником. В 1977-81 годах училась в очной аспирантуре Института мировой литературы РАН. В 1983 году защитила кандидатскую диссертацию на тему «Взаимодействие литературных и фольклорных традиций в тувинской прозе». В 1992 году ВАКом присвоено звание старшего научного сотрудника по специальности «Советская многонациональная литература». С 1990 по 1995 годы и с 1997 по 2003 годы заведовала сектором литературы, в 1995—1996 годах работала заместителем директора ТИГИ по науке. В 2003—2007 годах — заместитель министра культуры и по делам национальностей Республики Тыва, и. о. министра культуры и духовной политики РТ. В настоящее время — ведущий научный сотрудник сектора фольклора ТИГПИ.

## Деятельность
Диапазон ее интересов: проблемы историзма, фольклорных традиций, психологизма, этнографизма, поэтики орхоно-енисейских памятников, эстетического идеала в искусстве хоомея, литературная критика, переводы. Интерес к культуре, литературе и фольклору своего народа, поиски, исследования, сбор материала привели к дальнейшему росту Зои Баировны Самдан. В 1987 году на основе  ее кандидатской диссертации в свет вышла монография "От фольклора к литературе", посвященная проблеме взаимодействий литературных и фольклорных традиций в тувинской прозе. З.Б. Самдан является составителем сборников тувинских мифов "Чылбыга айны канчап сыырыпканыл?" (Кызыл, 2004), томов "Тувинские народные народные сказки" (Новосибирск, 1994), "Тувинские мифы, легенды и предания", 60-томной академической серии "Памятники фольклора народов Сибири и Дальнего Востока", трех выспусков сборника древнетюркской поэзии "Кул-тегин" (1993, 2003, 2004 гг.). В книге собраны переводы на тувинский и русский языки орхоно-енисейских памятников VI-VII вв., в которых описаны жизнь и деяния древних тюрков. З.Б. Самдан в тесном сотрудничестве доктором филологических наук Б.П. Кербелите впервые сделала научную классификацию тувинских волшебных сказок и в 1992 г. был издан сборник тувинских сказок "Старик Аксагалдай". Также совместно с музыковедом З.К. Кыргыс и филологом  Ю.И. Шейкиным ею издан сборник на русском и тувинском языках "Тувинские народные сказки" (Новосибирск, Наука, 1994). В него включены самые характерные и совершенные варианты, представляющие сказочные традиции различных этнографических районов Тувы.
Много лет З.Б. Самдан принимала активное участие в работе творческих союзов: была членом Правления Союза писателей, членом худсовета муздрамтеатра, членом редсовета книжного издательства и журнала "Улуг-Хем", руководителем группы переводчиков буддийской литературы на тувинский язык

## Награды и звания
- Диплом Ассамблеи народов России «За большой вклад в сохранение национальной самобытности и укрепление единства народов России» (2000)
- лауреат премии «Агальмотолитовое перо» (2001).
- Серебряная медаль Европейского отделения Фонда шаманских исследований (2003)
- Медаль Республики Тыва «За доблестный труд» (2006)
- Член Союза  писателей России (2005)
- заслуженный деятель науки РТ (2001)